# Euphorbia friesiorum
Euphorbia friesiorum är en törelväxtart som först beskrevs av Emil Hassler, och fick sitt nu gällande namn av Susan Carter. Euphorbia friesiorum ingår i släktet törlar, och familjen törelväxter.
Artens utbredningsområde är Kenya. Inga underarter finns listade i Catalogue of Life.